# ラインバッカー作戦
ラインバッカー作戦（Operation Linebacker）は、アメリカ第7空軍とアメリカ海軍第77任務部隊が、ベトナム戦争において1972年5月9日から10月23日にかけてベトナム民主共和国（北ベトナム）に対しおこなった一連の航空作戦（aerial interdiction campaign）である。
ラインバッカー作戦の目的は、ベトナム人民軍（北ベトナム軍）により3月30日から開始されたベトナム共和国（南ベトナム）への侵攻《グエン・フエ攻勢》（西側ではイースター攻勢として知られる）へ供給される物資を遮断もしくは遅滞させることである。これは1968年11月にリンドン・ジョンソン大統領が北ベトナムへの爆撃を全面停止して以降、初めて実施された継続的な空爆である。

## グエン・フエ攻勢
1972年3月30日正午、3万名の北ベトナム軍が戦車隊および砲兵隊の支援のもと、ベトナムを二分する軍事境界線を超え南下を始めた。三個師団の戦力は、体制の整っていないベトナム共和国軍（南ベトナム軍）その同盟軍たるアメリカ軍を捕捉した。北ベトナム軍は、南ベトナム軍第3師団の防御区域に打撃を与え、大混乱に陥れた。このため、南ベトナム軍は後退し両者の間でドンハ（東河）とカムロ（甘露）の二つの橋への追撃戦がおこなわれた。
4月4日、南ベトナム軍は、北ベトナム軍を阻止する防衛線をかろうじて形成したが、これも一時的な休息に過ぎなかった。戦車や重砲を大規模に用いた在来戦型の攻勢は連合軍を北方に釘付けにしたが、これは春におこなわれた3つの作戦のまだひとつめに過ぎなかった。4月5日、3個師団の諸兵科連合部隊に編制された北ベトナム軍2万名がカンボジアの聖域から侵攻、サイゴンの北方にあるビンロン（平隆）に攻撃をかけた。北ベトナム軍の諸兵科連合部隊は迅速にロックニン（禄寧）を占拠し、アンロック（安禄）を包囲して首都に通じる道路を切断した。12日には北ベトナム軍がまたしても攻勢を仕掛け、ラオス東部から侵入し、中央高地のコントゥム省ダックトー県周辺の国境前哨陣地を占拠した。北ベトナム軍はコントゥム（崑嵩）に向かい東進を続ける。ハノイの北ベトナム指導部は、季節風の到来と同時期に攻勢を開始しており、このため恒久的な雨と雲の覆いが航空支援を困難にしていた。
当初、攻勢に対するアメリカ軍の反応は意欲を欠き、かつ混乱していた。国防省はほとんど警戒をしておらず、大使や陸軍参謀総長のクレイトン・エイブラムス大将は国内にいなかった。リチャード・ニクソン大統領の最初の反応はB-52 ストラトフォートレス爆撃機によるハノイおよび港湾都市ハイフォンへの三日間の爆撃の検討というのものであった。ヘンリー・キッシンジャー国家安全保障問題担当大統領補佐官はニクソン大統領に再考するよう説得した。というのも、5月に妥結されたソ連との戦略兵器制限交渉（SALT I）の成立を危うくすることを望まなかったためである。この計画への障害は他にもあり、エイブラムス将軍は南ベトナム軍の防戦支援に、全天候型の爆撃機を活用しようと考えていた。
ニクソン大統領とキッシンジャー補佐官は、統合参謀本部より提示されたプランを検討したが、この計画は想像力に乏しく、積極性も欠いたものであった。4月4日、ニクソン大統領は、北ベトナムへの報復としてDMZ周辺の爆撃を承認したが、北緯18度までに制限されていた。ニクソン大統領は来たるレオニード・ブレジネフ書記長との会談を考慮し、南ベトナム軍の前面崩壊を防ぎ、アメリカの威信を守るべく、戦力の量的増加のリスクを負うことを決断した。
アメリカ軍は続々と撤退しつつあり、ベトナム戦争のベトナム化政策が実施に移されていたため、攻勢時点で南ベトナムには1万人以下のアメリカ軍しか残っておらず、しかもその大多数は半年以内にベトナムを去る予定であった。東南アジアに駐留する戦闘用航空機の数は、ピークだった1968年から1969年の半分を下回っていた。1972年の初頭で、F-4戦闘機3個飛行隊およびA-37攻撃機1個飛行隊の合計76機が南ベトナムに駐留していた。その他、114機の戦闘爆撃機がタイの基地に駐留。83機のB-52がタイのウタパオ国際空港とグアムのアンダーセン空軍基地に駐留し、トンキン湾に遊弋する第77任務部隊には4隻の航空母艦が配備されており、常時2隻が作戦可能であった。これらの空母艦載機はおよそ140機に達した。

## 増強と航空攻撃

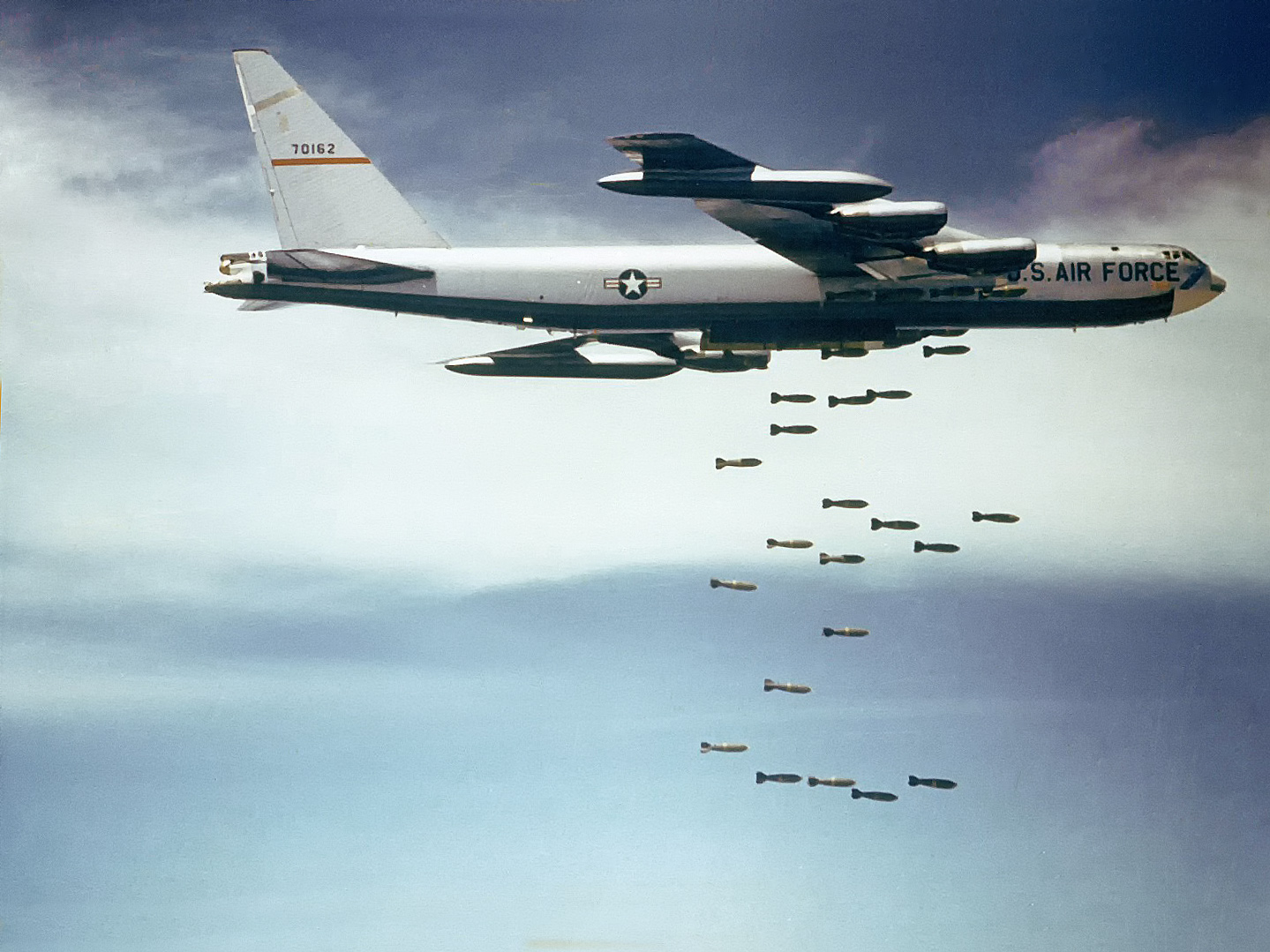
爆弾を投下するアメリカ空軍のボーイングB-52

アメリカと南ベトナム両空軍の航空機は攻勢の開始当初から天候が良好なら防戦の支援をおこなっていた。これにはコーラル・シーとハンコックの2隻の空母から出撃した機体も参加している。天候が悪化すれば米軍機の作戦能力を低下させ北ベトナムの攻勢への対抗を困難にした。4月6日、海軍と地上航空基地においてアメリカ軍の艦船および航空飛行隊が東南アジアへの移動を開始した。
アメリカ軍は航空戦力の増強を速やかに開始した。空軍は4月1日から5月11日のコンスタントガード作戦にかけて146機のF-4戦闘機および12機のF-105戦闘爆撃機を韓国やタイの空軍基地から配備した。4月4日から5月23日にかけてのブレットショット作戦では戦略航空軍団は保有する209機のB-52のうち124機をベトナムに急送した。海軍は空母キティホークとコンステレーションの入港期間を短縮し、一挙に投入できる航空戦力を増強するためミッドウェイとサラトガの空母2隻が艦隊に追加された。第7艦隊の投入する艦艇は84隻から138隻に増加した。
アメリカ空軍の北ベトナムに対する北緯20度線への戦術爆撃は4月5日に公認されフリーダムトレインと愛称がつけられていた。B-52による北ベトナムへの最初の大規模爆撃4月10日で、12機のB-52が53機の攻撃機の支援と共にヴィン周辺の石油貯蔵施設に対する爆撃をおこなった。4月12日にニクソン大統領はキッシンジャーにハノイやハイフォンへの直接爆撃を含むさらに大規模な包括的空爆作戦をおこないたいと伝えた。
翌日に18機のB-52がタインホアのバイトゥオン空軍基地に出現した。このB-52は南部パンハンドルまで作戦を制限されており、しばらくして北への攻撃から撤退し6月にまた戻ってくる。三日後に再び攻撃があり、このときは別の18機の爆撃機がハイフォン近くの石油タンクを夜明け前に襲撃した。ほかに100機以上の戦術航空機が日中にハノイ、ハイフォン周辺を爆撃した。アメリカ軍航空機はタインホア橋とドゥメール橋への攻撃やイエンヴィエン鉄道操車場などへの攻撃も成功させている。これは北ベトナムの戦略目標にレーザー誘導爆弾の使用が有効だと示した。これらの橋は以前にも無誘導爆弾での攻撃を何度も試みたが失敗していた。

## ポケットマネー作戦
4月24日、南ベトナム軍のクアンチ省での防衛戦は崩壊し始めていた。南ベトナム軍はクアンチ市を放棄し南部に壊走していった。市内に北ベトナム軍が入り、ちょうど同日にキッシンジャー補佐官とレ・ドゥク・トの会談がおこなわれている。北ベトナム軍の攻勢は15個師団、戦車600両を用いて三つの戦線で同時進撃を行う一大軍事作戦となっていた。北ベトナムは南ベトナムの軍事施設の4分の3を奪取して、支配地域を拡大し続けた。アメリカ統合参謀本部は北爆が中止された1968年策定の危機管理計画を更新し北爆の再開を大統領に進言し、5月8日に承認された。ニクソンは就任直後に危機管理計画の更新準備を命じており、これはうまくいけばベトナム戦争の終結を早められると期待されていた。案として計画されたダックフック作戦は北ベトナム自体への進撃や主要港湾への機雷敷設の提案を含んでいた。この計画は過激すぎるとして棚上げされていたが完全に忘れられたわけではなかった。海軍も同様に機雷散布のような任務などを組み込む更新をおこなっていた。5月5日、大統領は統合参謀本部にダックフック作戦の機雷空中散布作戦の部分を三日以内に実行準備をおこなうよう指示した。これがポケットマネー作戦である。
現地時間の5月8日09：00時、空母コーラルシーから発進した海軍のA-7 コルセアII艦上攻撃機およびA-6 イントルーダー艦上攻撃機がハイフォン湾に出現し1,000ポンド機雷であるMk52機雷およびMk55機雷の合計34発を海面に投下した。彼らはミサイル巡洋艦シカゴ、ロングビーチや護衛のF-4戦闘機によってミグ戦闘機による迎撃からまもられていた。攻撃のタイミングを大統領の公開演説とあわせたのは明らかにアメリカ国民に対し「殺戮をとめる方法は無法者の北ベトナムから武器を取り上げることだけだ」と説得するためだった。港から安全に離脱する猶予を残すために機雷は投下から5日後に起動された。その後の三日間、空母艦載機が合計11,000発以上の機雷を北ベトナムの二次的な湾口にも敷設し海運を完全に麻痺させた。
ポケットマネー作戦の前から作戦中、ニクソン大統領はソ連が首脳会談を中止すると思っていたが、キッシンジャー補佐官は中国を利することになるからソ連は首脳会談を中止しないと考えていた。機雷敷設の宣言を大統領が出す前にキッシンジャー補佐官はソ連大使アナトリー・ドブルイニンに作戦の概要を手紙で送ったが、ニクソン大統領の会談を進める熱意も明らかにしていた。翌日、ニクソン大統領はソ連対外貿易人民委員のニコライ・パトリチェフとホワイトハウスで握手した。北ベトナムはニクソン大統領の中国訪問から3か月後に行われたこの作戦を中国の了解を得たものとして自国への中国の裏切りと受け止めていた。北京とモスクワはアメリカ軍の軍事行動を公然と非難はしたものの、アメリカとの関係改善を壊すことは避けハノイからの支援要請を冷たくあしらった（ただし中国は、中国人民解放軍海軍の掃海艇12隻を含む対機雷戦部隊を派遣し、27,700海里に及ぶ航路啓開を実施した）。ニクソン大統領とキッシンジャー補佐官の外交は成功を収め、アメリカは望みどおり行動できるようになった。

## 北進
新たに設定された阻止攻撃作戦であるラインバッカー作戦には4つの目的があり、ハノイ及びその周辺から北東に伸びる中国国境方向に向かう鉄道橋およびその鉄道車両を破壊することで外部からの資源輸送を止め北ベトナムを孤立させること、主要な物資貯蔵施設とマーシャリングヤードを破壊すること、貯蔵・積み替えポイントを破壊すること、北ベトナムの防空網を殲滅(最低でも打撃を与える)することである。北ベトナムの海上輸送による輸入の85%近くがポケットマネー作戦により阻止されており、閣僚とペンタゴンはこれで社会主義陣営の最後の連絡線を切断できると信じていた。中国だけでも北ベトナムにこれまで平均で月あたり22,000トンの資源を2本の鉄道と8本の幹線道路で送っていたのである。
5月10日、ラインバッカー作戦は第77任務部隊と第7空軍の戦術航空機による北ベトナムへの大規模爆撃作戦から幕を開けた。この目標はハノイ周辺の鉄道操車場やタインホア橋、ロンビエン橋も含まれている。合計で414ソーティが作戦初日でおこなわれ(うち120が空軍で294が海軍である)、これを迎撃にあがった北ベトナム空軍との間でベトナム戦争最大規模の空中戦がおこなわれ11機のMiG戦闘機(MiG-21が4機、MiG-17が7機)が撃墜、アメリカ軍も2機のF-4が撃墜された。対空砲と100発以上の地対空ミサイルも2機のアメリカ海軍機を撃墜している。
月末にはアメリカ軍航空機はハノイから中国国境に伸びる13の鉄道橋を破壊した。またドラゴン・ジョーとして知られたタインホア橋を含むハノイとハイフォンを結ぶ4本の鉄道橋も破壊している。また南にDMZへ向かい伸びる橋もさらに多くが破壊された。このため目標は石油貯蔵施設や輸送網、飛行場などへ切り替えられた。これは南ベトナムでの戦場に即座に打撃を与えた。5月9日から6月1日にかけて北ベトナム軍の砲撃は半減。これは砲弾が戦場に無いというよりは弾薬を節約するよう心がけたためだ。アメリカの情報分析者は北ベトナム軍は秋まで作戦を継続するだけの十分な貯蔵物資を持っていたと考察した。
爆撃作戦の強烈さは東南アジアの攻撃・支援出撃数の急増が明確にあらわしており、攻撃前の一ヶ月で南ベトナム軍を含めて4,237ソーティだったものが4月初頭から6月末までで27,745ソーティ(うち空軍が20,506)にまで増加している。B-52は同期間中に1,000ソーティをおこなった。北ベトナムは強烈な損害を受け、公式な資料でも「5月から6月の間は計画のわずか30%の物資しか前線に届けられなかった」と認めている。ラインバッカー作戦は電子・光学誘導およびレーザー誘導を含む誘導爆弾の大規模使用をおこなった最初の作戦でもある。加えて、北ベトナムの道路・鉄道網を封鎖し、防空網にも組織的攻撃をおこなった。およそ200機の迎撃機を擁する北ベトナム空軍はこれらの攻撃に苛烈に抵抗した。海軍パイロットはトップガンと多くの訓練をつみ相互支援戦術フォーメーションであるルース・デュースを採用した。5月から6月の両者のキルレートは6：1と圧倒的に米軍が優位に立ち、これ以降は北ベトナム軍機と遭遇することは稀となった。MiG-21、MiG-17、J-6(MiG-19の中国生産型)などと対峙した空軍は作戦の最初の2ヶ月で1：1のキルレートを経験したが、ラインバッカーでの最終的な損失24のうち7機は6月24日から8月5日の12日間にベトナム軍機の損害と関係なく発生した。
空軍パイロットは時代遅れのフルード・フォー フォーメーション(四機編隊で隊長機だけが攻撃可能で側面の僚機は損害を受けやすい)を採用していたことに戦果を阻害されていた。また異種戦闘機との戦闘訓練が少なかったこと、早期警戒システムが未熟だったこと、遵守させられていたECMポッドフォーメーションなども同様に理由に挙がる。8月のあいだおこなわれたリアルタイム早期警戒システムの導入、パイロットの経験増加、北ベトナム軍の地上管制能力の崩壊などによりレートは4：1にまで向上した。
ラインバッカーは他にも”初”を見出すことができる。作戦初日、海軍大尉デューク カンニガムとそのレーダー迎撃士官ウィリアム P ドリスコル中尉はMiGを5機撃墜しベトナムでの戦いにおける最初のエースパイロットとなった。8月28日にはリチャード ステファン リッチー大尉が5機を撃墜し空軍最初のエースパイロットとなった。12日後にそのとき彼のバックシーターだったチャールズ B デベルビュー大尉がMiGを2機撃墜しデベルビューのスコアは6機撃墜でエースとなった。10月13日はジェフリー ファインスタインはMiGの5機撃墜を達成し最後のエースとなった。

## パリ平和会議とパリ協定
南への攻勢の失速と北ベトナムの荒廃はハノイに交渉のテーブルにつかねばならないと8月上旬には確信させた。この会談は難航していた1968年からの交渉の膠着を解消することとの約束をハノイから新たに取り付けた。北ベトナムが要求していたグエン・バン・チュー南ベトナム大統領の追放や、それに代わって南ベトナム解放民族戦線の参加する連合政権を樹立させる要求は取り消された。外交的膠着は解消され、10月23日にニクソン大統領は北緯20度以北への爆撃を停止させた。ハノイとハイフォンは再び進入禁止となり、ラインバッカー作戦は終了した。空軍の歴史家アール ティルフォードの著書ラインバッカーには「この航空戦は分水嶺だった。これは精密誘導兵器を用いた空軍力の活用を変化させる最初の現代空中作戦であった。」と記している。ティルフォードの言ではこの成功は別の三つの理由があげられ、ニクソン大統領が目標策定に広い軍事的裁量を与えたこと、アメリカの空軍力が強力にかつ適切に用いられたこと、隔絶した技術力がラインバッカー作戦を最初の新時代の空中戦としたことである。
北ベトナム軍の攻勢中とその直後、アメリカ空軍、海軍、海兵隊飛行隊は18,000ソーティの飛行を南ベトナム北部の4つの地域で行い40,000トンの爆弾を管理ラインの防戦に投下した。3月から5月にかけてB-52の飛行頻度は上昇し1ヶ月あたり700から2,200ソーティを行い、クアンチ省に対してだけで57,000トンもの大型爆弾を投下した。B-52は他の空軍、海軍航空機と共にフリーダムトレインとラインバッカーあわせて150,237トンの爆弾を投下している
ラインバッカーは第二次世界大戦以来の本格的な戦略爆撃であった。本作戦では従来の垂れ流し的な戦力の逐次投入をやめて戦力の集中投入に切り替え、補給線を断つことで北ベトナムの攻勢を鈍化させることに大きく貢献した。北ベトナム軍は通常兵力へと進化していたが、このような戦力は複雑な兵站システムに依存しており、これが航空攻撃からの弱点となった。7月時点で北ベトナムの輸入量は3月の35から50％ほどにまで減少したのではないかと予想されこの作戦の阻止攻撃が成功に終わったことを示している。空軍のロバート N ギンズバーク大将は「最初の四ヶ月で三年半を費やしたローリングサンダー作戦を上回る影響」を有していると語った。キッシンジャー補佐官は平和を手中にしたと発表したが、これはそう簡単にいかなかった。アメリカにとってのベトナム戦争が終わる前に、ラインバッカーII作戦で爆撃がもう一度再開されることとなり、150機のB-52による700ソーティーにも及ぶ夜間絨毯爆撃でハノイやハイフォンを焼け野原にし、大損害を被った北ベトナムは国家崩壊の一歩手前に追い込まれた。アメリカ軍による空爆は、北ベトナム国民のみならず南ベトナム国民にさえ大量の死傷者を出し、北ベトナム軍と国民にも、少なからず厭戦的な意識を植え付けた。北ベトナム軍にとって幸いなことに、クリスマス時の再度の北爆は、国際世論の猛反発を受け短期間で中止されたが、アメリカの目論見通り、この空爆は北ベトナム政府をパリ協定と、停戦交渉の席に引き出すことに成功した。

### 北ベトナム軍航空機の損害
(空対空戦闘のみ)
| 日付                | 撃墜 | MiG-21 | MiG-19 | MiG-17 | 合計 |
| ------------------- | ---- | ------ | ------ | ------ | ---- |
| 4月4日から5月9日    | USAF | 4      | 1      |        | 5    |
|                     | USN  | 2      |        | 2      | 4    |
| 5月10日から10月23日 | USAF | 30     | 7      |        | 37   |
|                     | USN  | 3      | 2      | 11     | 16   |
|                     | USMC | 1      |        |        | 1    |
| 北ベトナム空軍合計  |      | 40     | 10     | 13     | 63   |

### ラインバッカー作戦における米軍航空機の損害
5月10日から10月23日にかけてアメリカはラインバッカー作戦での任務の結果、合計134機の航空機を失っている。104機は戦闘で撃破され30機は事故での損害である。
アメリカ空軍　合計70機
- 戦闘での損失51機
  - F-4D/EファントムII 43機(+17の非戦闘損失)
  - RF-4C 2機(+1の非戦闘損失)
  - F-105G ワイルドウィーゼル 4機(+1の非戦闘損失)
  - F-111 アードバーグ 2機

アメリカ海軍 合計54機
- 戦闘での損失 43機(MiGからのもの1機、)
  - F-4B/J ファントムII 8機(+3の非戦闘損失)
  - A-7A/C/E コルセアII 22機(+3の非戦闘損失)
  - A-6A イントルーダー 3機
  - F-8J クルセイダー 2機(+3の非戦闘損失)
  - A-4F スカイホーク 5機(+1の非戦闘損失)
  - RA-5C ヴィジランティ 1機
  - RF-8G 2機(+1の非戦闘損失)

## アメリカ軍の航空戦闘序列
- 第77任務部隊
コンスティレーション - 第9空母航空団(F-4, A-6, A-7)
コーラルシー - 第15空母航空団 (F-4, A-6, A-7)
ハンコック - 第21空母航空団  (F-8, A-4)
キティホーク - 第11空母航空団  (F-4, A-6, A-7)
ミッドウェイ - 第5空母航空団 (F-4, A-6, A-7)
サラトガ - 第3空母航空団  (F-4, A-6, A-7)
アメリカ - 第8空母航空団  (F-4, A-6, A-7)
- 第7空軍
第8戦闘航空団 - ウボン空軍基地-タイ(F-4)
第49戦闘航空団 - Takhli空軍基地-タイ(F-4)
第56特殊作戦航空団 - ナコーンファントム空軍基地-タイ(A-1, HH-53)
第366戦闘航空団 - ダナン国際空港-南ベトナム(F-4)
第388戦闘航空団 - コラット空軍基地-タイ(F-4, F-105G)
第432戦術偵察航空団 - ウボン空軍基地-タイ(RF-4)
第43戦略航空団 - アンダーセン空軍基地-グアム(B-52)
第72戦略航空団(仮設) - アンダーセン空軍基地-グアム(B-52)
第307戦略航空団 - ウボン空軍基地-グアム(B-52)